# Johann Nikolaus Bach
Johann Nikolaus Bach (ur. 10 października 1669 w Eisenach, zm. 4 listopada 1753 w Jenie) – niemiecki kompozytor i organista z rodziny Bachów.
Najstarszy syn Johanna Christopha Bacha I, kuzyn Johanna Sebastiana Bacha. Do 1689 uczęszczał do Szkoły Łacińskiej w Eisenach gdzie był uczniem organisty miejskiego J.M. Knüpfera, syna Sebastiana Knüpfera. Później studiował na Uniwersytecie w Jenie. Po powrocie z podróży do Włoch w 1696 zyskał posadę organisty w Stadtkirche oraz Kollegiatkirche w Jenie. Wpływ na jego muzykę wywarł Antonio Lotti. Później Johann Nikolaus Bach wstąpił do armii duńskiej. Powróciwszy do Jeny spędził w niej resztę życia. Pozostało po nim zaledwie kilka kompozycji.
Na dorobek kompozytorski Johanna Nikolausa Bacha składają się: msza, dwa preludia chorałowe nt. Nun freut euch lieben Christen G´mein oraz singspiel Der jenaische Wein- und Bierrufer (zachowany jako quodlibet), nt. obyczajów studentów Jeny.